# Kaddour Terhzaz
Kaddour Terhzaz (Tahla, 11 d'abril de 1937) és un general de les Forces Aèries Reials del Marroc qui, acusat de filtrar secrets militars i vulnerar la seguretat exterior de l'estat, va ser condemnat el 2008 per un tribunal militar a 12 anys de presó. Afirma que aquest cas és el resultat d'una revenja en l'exèrcit marroquí i compta amb el suport de moltes personalitats o associacions. Va ser perdonat i alliberat pel rei Mohammed VI del Marroc el març de 2011.

## Biografia
Kaddour Terhzaz és oriünd d'una petita ciutat amaziga de Atles Mitjà, Tahala, entre Fes i Taza. Pel seu matrimoni amb una francesa, amb la qual ha tingut quatre fills, gaudeix de doble nacionalitat franco-marroquina.
Va fer la seva carrera en l'exèrcit de l'aire del Marroc, convertint-se en inspector de segona en 1977, després d'estat en 1973-76 agregat militar a Washington DC. Es va retirar en 1995 amb el grau de Coronel Major (intermedi entre coronel i general).
És Oficial de l'Orde Marroquí del Tron (1968), i la Creu de guerra i la Medalla Militar, Cavaller de la Legió d'Honor (1980) i porta a terme altres condecoracions estrangeres.

## L'afer Terhzaz
Indignat pels retrets dirigits als pilots marroquins capturats pel Polisario que van ser posats en llibertat després d'anys de detenció i que al seu retorn foren considerats culpables (especialment el capità Ali Najab, de la mateixa ciutat, que va ser presoner vint anys a Tindouf) va redactar un document (en realitat un projecte de carta al rei) en la seva defensa, en la qual assenyala que els aparells marroquins (F5) implicats en el conflicte contra el Polisario des de 1978 no tenien sistemes antimíssils. Aquesta carta, escrita el 2005, no fou pas publicada però li'n dona una còpia al capità Najab; que acaba caient en 2008 en mans de l'exèrcit.
El coronel Terhzaz fou detingut el 9 de novembre de 2008 i acusat de revelar secrets militars. Després de la instrucció i l'audiència expedita, fou sentenciat el 28 de novembre de 2008 pel Tribunal Permanent dels Forces Armades Reials a 12 anys de presó, i fou tancat a la presó de Salé.
Ell creu que ha estat víctima d'una venjança d'antics generals, probablement a causa de la seva franquesa o gelosia. Es va formar un comitè de suport per exigir el seu alliberament. El 21 d'octubre de 2010 el Quai d'Orsay va dir que estava "preocupat" per la situació, sobre el qual discuteix regularment amb les autoritats del Marroc.
Kaddour Terhzaz va ser indultat i posat en llibertat pel rei Mohamed VI el 2 de març de 2011, després de 843 dies de detenció.